# 固有運動

大きな固有運動を示すバーナード星。

固有運動（こゆううんどう、proper motion）とは天体（主に恒星）の天球上の位置の移動を指す名称である。（固有運動には方向の変化のみを含み、奥行方向の運動（視線速度）は考慮しない。）固有運動は、以下のような「その星固有のものでない運動」を除いた後の位置変化を指す。これらは天体の位置を観測した際の座標値に影響を与えるが、天体自身の真の運動ではない。
- 日周運動
- 視差
- 春分点の歳差
- 章動
- 光行差
- 極運動
- 大気差

一見すると、恒星は互いの位置を常に変えないように見える。つまり、いつでも同じ形の星座を形作っていて、例えばおおぐま座は40年前と変わらないように見える。実際それが「恒星」の語源となっており、肉眼で見える恒星は数千年というスパンでは（人類が星座という概念を扱った最古の記録は古代エジプトの頃であるが、その時から現在までを見ても）目につくほど相対的な位置を変えていないものがほとんどである。しかし精密な観測を行うと、星座の形は非常にゆっくりと変化していて、それぞれの星は独立した運動を行っていることが分かる。
この運動は宇宙空間でこれらの星が太陽や太陽系に対して実際に動いているために生じている。この動きは固有運動角 (proper motion angle) と固有運動という2つの量で計測される。前者は天球上での固有運動の方向を表す（東を左手に置いて、真北から時計回りを正に取る）。後者はその運動の大きさを1年当たりの秒角で表す。
視線速度はその星のスペクトルのドップラーシフトから求められるので、1回の観測から求めることができるが、固有運動を測定するには星の天球上の位置変化を継続的に測る必要がある。よって一般には固有運動の測定は視線速度よりも難しい。
バーナード星は全ての恒星の中で最も大きな固有運動を持っていて、1年に10.3秒角動く。固有運動が大きいということは普通、その星が相対的に太陽に近いということを強く示唆している。バーナード星の場合はまさにこれに当てはまっていて、太陽から約6光年の距離にあり、ケンタウルス座α星系の次に地球に近い。（しかし赤色矮星であるため、視等級が9.54等と非常に暗く、望遠鏡か大口径の双眼鏡でなければ見ることはできない。）
1光年の距離にある星の固有運動が1秒角／年である時、その相対的な横断速度は秒速1.45kmに相当する。バーナード星の場合には秒速90kmとなる。これに加えて視線速度が秒速111kmであることを考慮すると、バーナード星の実際の運動は秒速142kmとなる。こういった真の（絶対的な）天体の運動を測ることはより難しい。これはその星までの距離の測定の精度に強く依存するためである。現在分かっている、太陽に対する空間速度が最も大きい近傍の恒星はウォルフ424で、毎秒555kmで動いている。近傍恒星のカタログにある星のうち、真の速度が分かっているのは半数を少し超える程度に過ぎない。
固有運動は1718年にエドモンド・ハレーによって発見された。彼は、シリウス・アークトゥルス・アルデバランの位置が、古代ギリシアの天文学者ヒッパルコスが約1850年前に記録した位置よりも0.5度以上動いていることから、固有運動の存在に気づいた。

## 銀河の固有運動
2005年に発表された論文では、銀河（さんかく座銀河 M33）の固有運動を測定することに初めて成功したことが報告されている。